# New Hope (Tennessee)
New Hope è un comune degli Stati Uniti d'America, situato nello Stato del Tennessee, nella Contea di Marion.